# Olenivka (Kalmiuský rajón)
Olenivka (ukrajinsky Оленівка, rusky Оленовка) je sídlo v východoukrajinském Donbasu. Leží 20 km jihozápadně od Doněcku v Kalmiuském rajónu. Má přibližně 4 500 obyvatel.

## Historie
Během ruské invaze na Ukrajinu v obci byla věznice pro ukrajinské válečné zajatce. 29. července 2022 v ní došlo k masakru, při explozi budovy bylo zabito nejméně 54 zajatců, dalších asi 150 bylo zraněno.